# Фердинанд Пій Бурбон-Сицилійський, герцог ді Калабрія
Фердинанд Пій Бурбон-Сицилійський (італ. Ferdinando Pio Maria; 25 липня 1869, Рим — 7 січня 1960, Ліндау) — герцог ді Калабрія, спадкоємець принца Альфонсо, графа Казерта і Марії Антонієтти Бурбон-Сицилійської.
З цим титулом він був головою Бурбонів-Сицилійських з 1894 року і, таким чином, претендентом на трон зниклого Королівства Обох Сицилій. Після його смерті у 1960, верховенство в домі стало оскаржуватися принцом Раньєрі, герцогом Кастро, і Інфанте Альфонсо, герцогом ді Калабрія. Суперечка так і не вирішена.

## Родина
Принц Фердінандо одружився із принцесою Марією Людовікою Терезією Баварською (1872–1954), дочкою короля Людвіга III Баварського, 31 травня 1897. Шлюб приніс їм шістьох дітей:
- Марія-Антуанетта (1898–1957);
- Марія-Христина (1899–1985), вийшла заміж в 1948 році за Мануеля Сотомайор-Луну (1884–1949);
- Руджеро Марія (1901–1914), герцог Ното;
- Варвара (Барбара) Марія Антуанетта Леопольда (1902–1927), вийшла заміж в 1922 році за графа Франца Ксавьє цу Штольберг-Верніґероде (1894–1947);
- Люсія Марія Раньєрі (1908–2001), вийшла заміж в 1938 році за Євгена Савойського, 5-го герцога Генуезького, герцога Анконського, сина принца Томмазо, 2-го герцога Генуезького (1906–1996);
- Уррака Марія Ізабелла Кароліна Альдегонда (1913–1999).